# 프랑수아자비에 파브르
프랑수아자비에 파브르(프랑스어: François-Xavier Fabre, 1766년 4월 1일~1837년 3월 16일)는 프랑스의 화가이다. 주로 역사적인 주제를 그렸다.
몽펠리에에서 태어난 파브르는 자크루이 다비드의 제자였으며 1787년에 로마 대상을 수상하며 이름을 알렸다.
프랑스 혁명 기간 동안 파브르는 이탈리아 피렌체로 가서 피렌체 미술 아카데미의 회원이 되어 그림을 가르쳤다. 파브르는 이탈리아에서 극작가 비토리오 알피에리와 친구가 되었는데, 그는 알피에리의 미망인이자 알바니 백작부인으로 알려진 슈톨베르크 기덴의 루이스 공주와 어울려 지냈다고 전해진다. 1824년 루이스가 사망하자 파브르는 그녀의 재산을 물려받았고, 그 재산으로 고향에서 미술 학교를 설립했다. 파브르의 죽음으로 그의 예술 컬렉션은 몽펠리에에 물려주게 되었고, 이는 파브르 미술관의 시초가 되었다.
파브르는 몽펠리에의 미술 아카데미에서 훈련을 시작했고, 파리에 있는 자크루이 다비드의 스튜디오에 합류하기 전에 몇 년 동안 그곳에서 보냈다. 그의 연구 비용은 자본가이자 미술품 수집가인 Philippe-Laurent de Joubert가 지원해줬으며 파브르는 Philippe-Laurent의 아들 Laurent-Nicolas de Joubert의 초상화(현재 게티 박물관 소장)를 그려주었다. 파브르는 피렌체에서 인기를 얻었다. 피렌체의 이탈리아 귀족들과 관광객들은 우아함과 사실성, 그리고 정확성이 느껴지는 그의 초상화에 매료되었다. 이러한 인기로 인해 파브르는 피렌체 아카데미에 들어가게 되었다. 그는 피렌체에서 미술 교사, 미술 수집가, 미술 상인으로 활동했으며 그의 제자로는 이탈리아 조각가인 에밀리오 산타렐리(Emilio Santarelli)가 있다.

## 작품
파브르의 대표 작품으로는 1789년작 〈죽어가는 성 세바스찬〉(The Dying Saint Sebastian), 1808년작 〈파리의 심판〉(The Judgment of Paris), 1814년작 〈수선화의 죽음〉(The Death of Narcissus) 등이 있다.

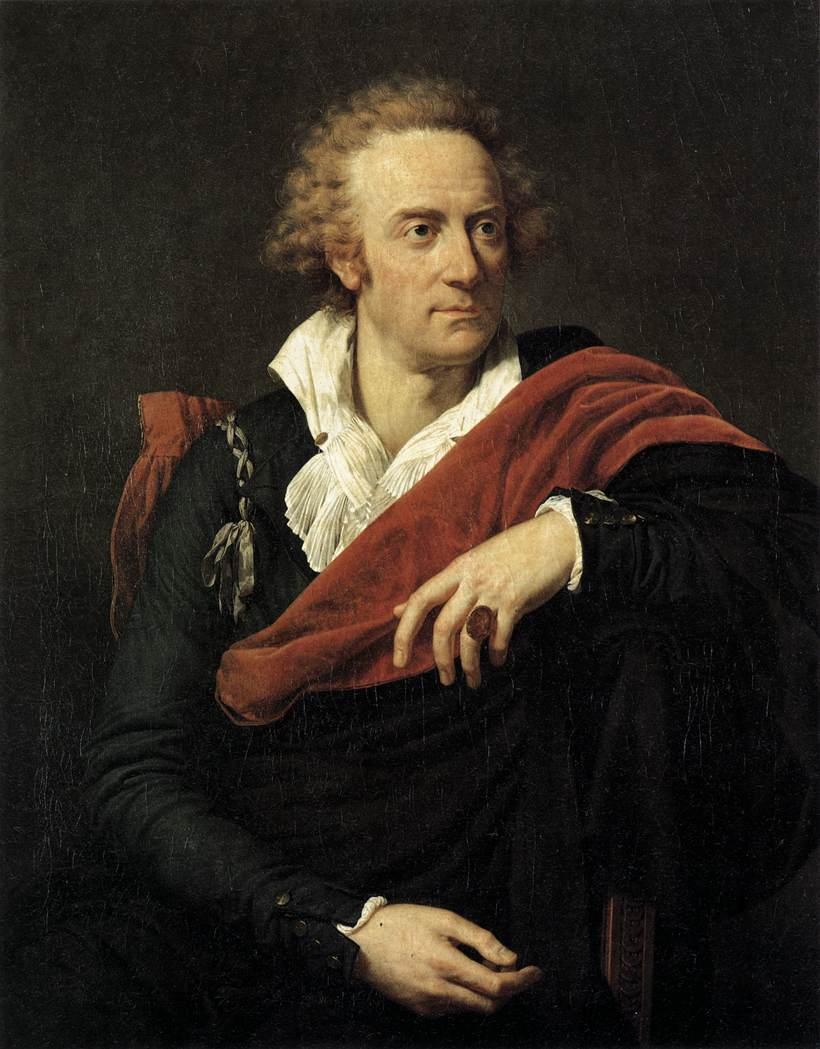
비토리오 알피에리의 초상화, 1793년, 우피치 미술관
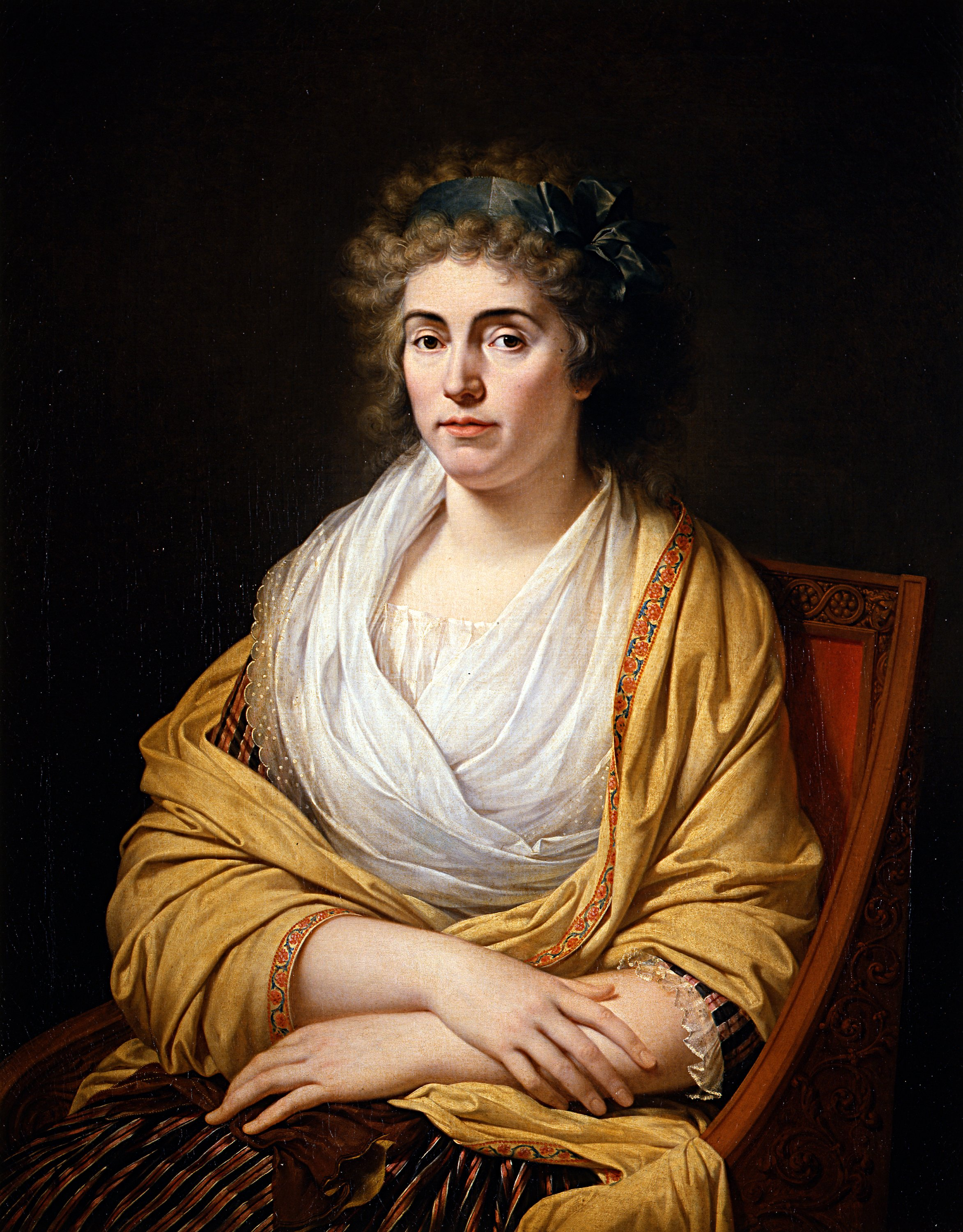
슈톨베르크 기덴의 루이스 공주의 초상화, 1793년, 우피치 미술관
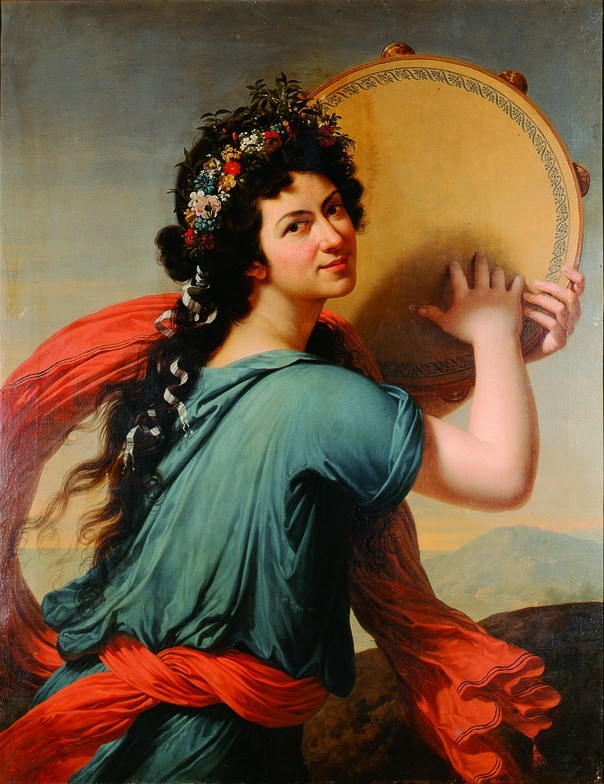
Elena Petrovna Neyolova의 초상화, 1794년, 핀란드 국립박물관
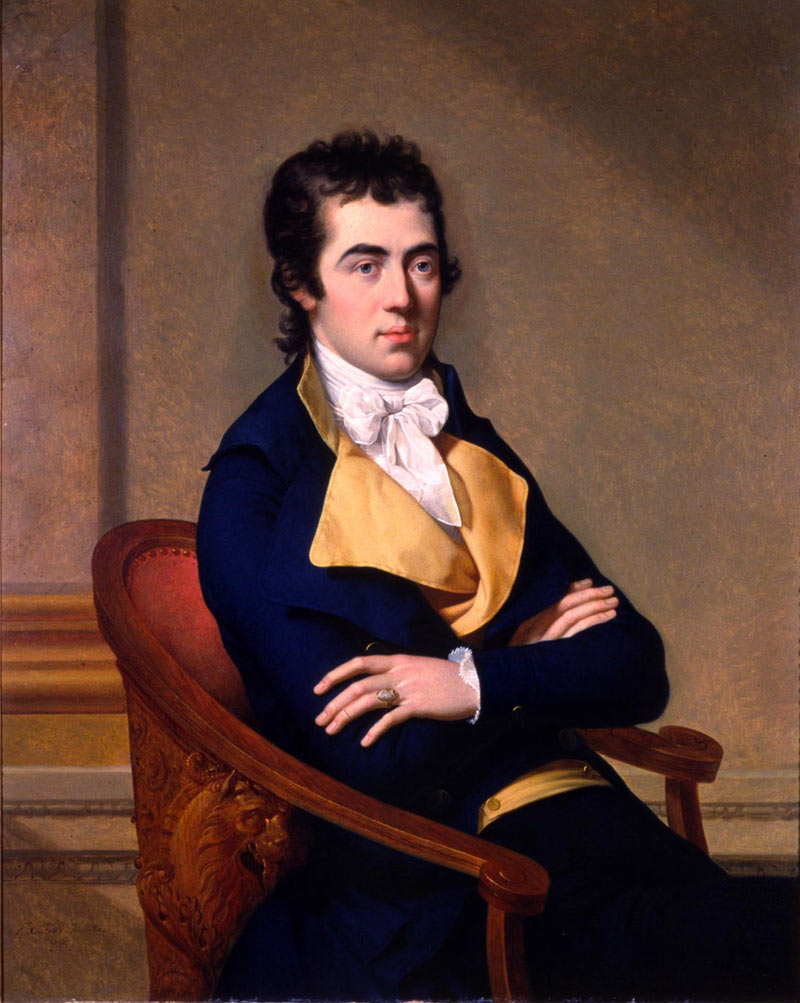
Henry Vassall-Fox, 3rd Baron Holland의 초상화, 1795년
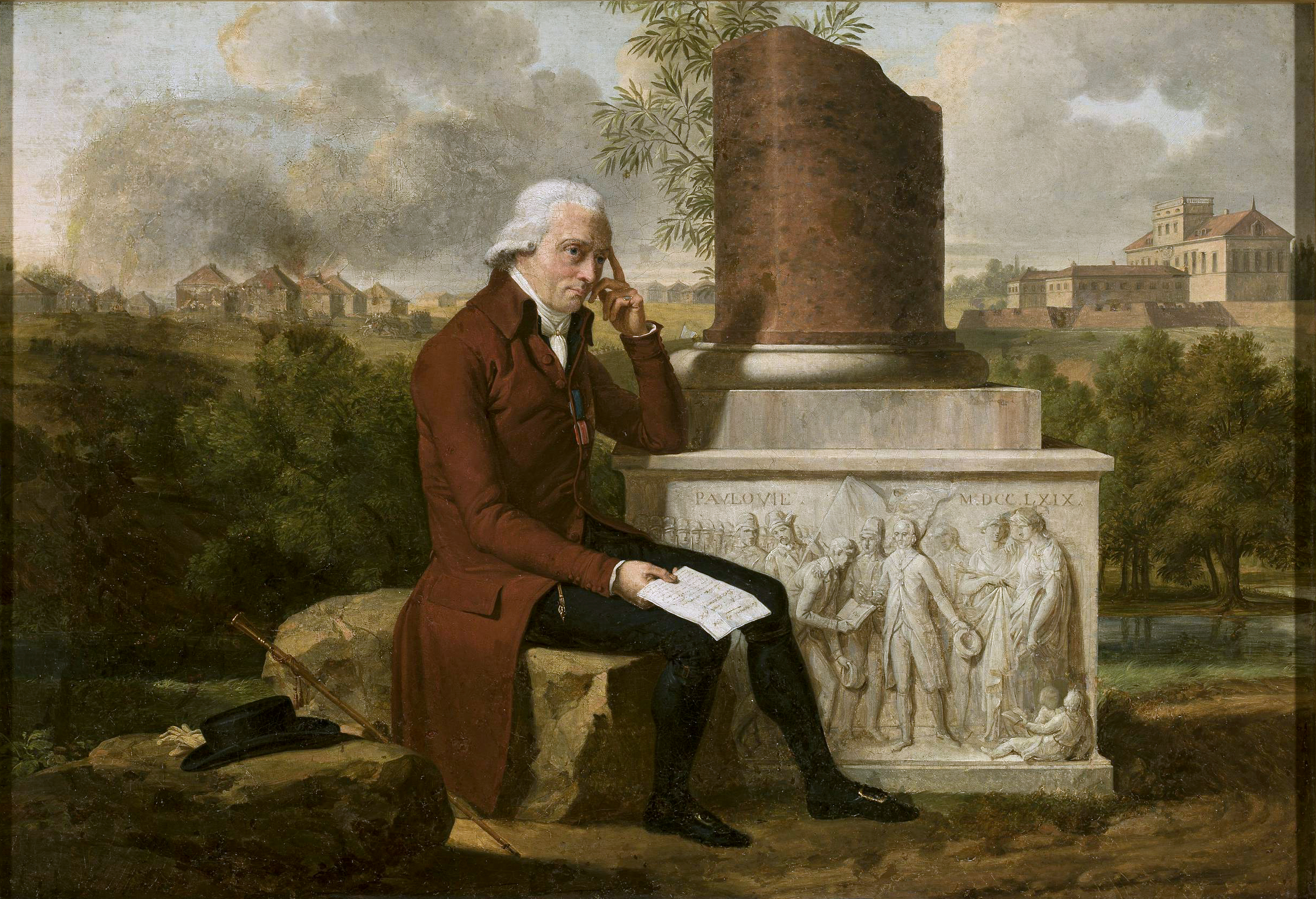
Paweł Ksawery Brzostowski의 초상화, 1798년, 바르샤바 국립미술관
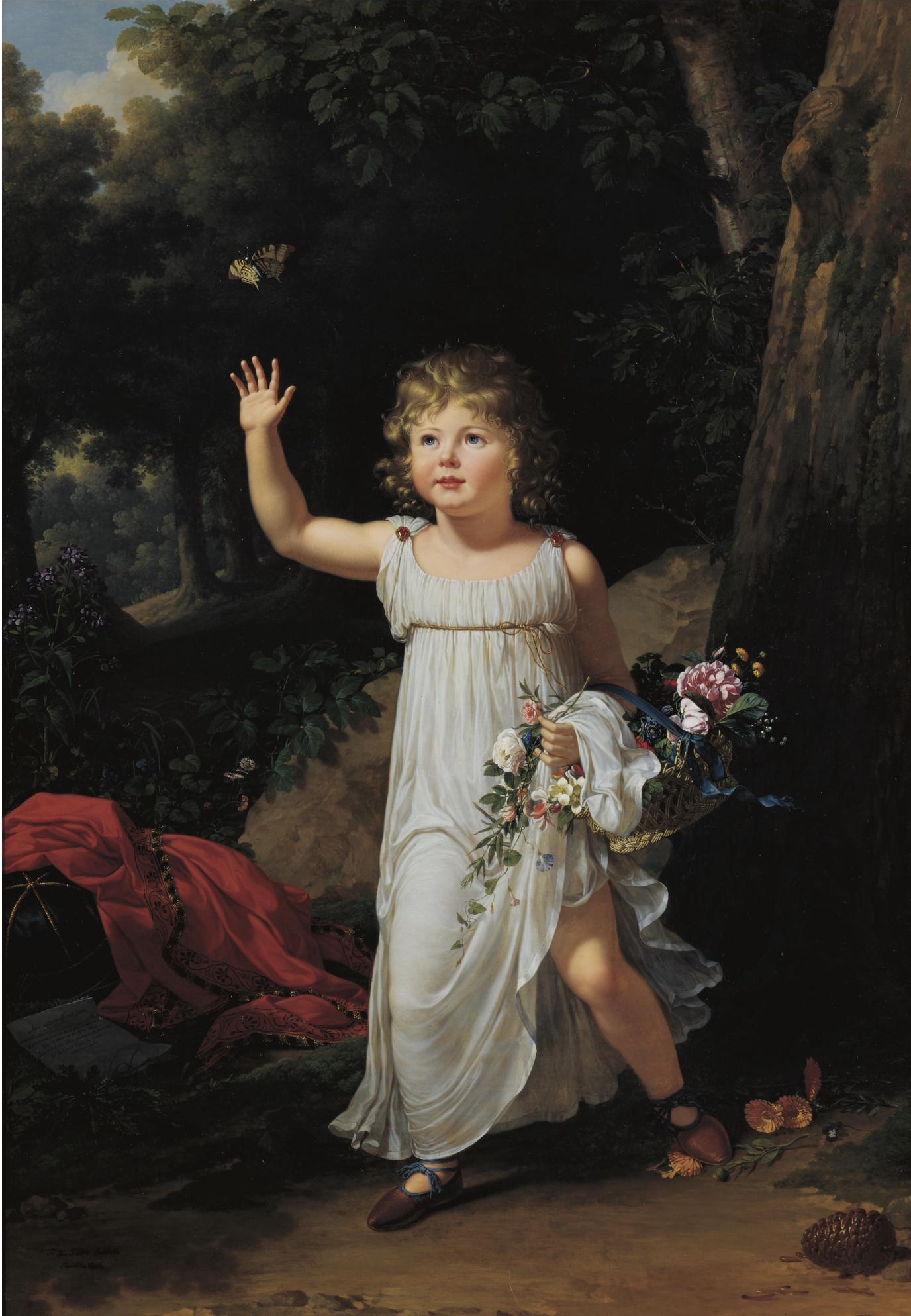
Portrait of Edgar Clarke, 1802년, 파브르 미술관
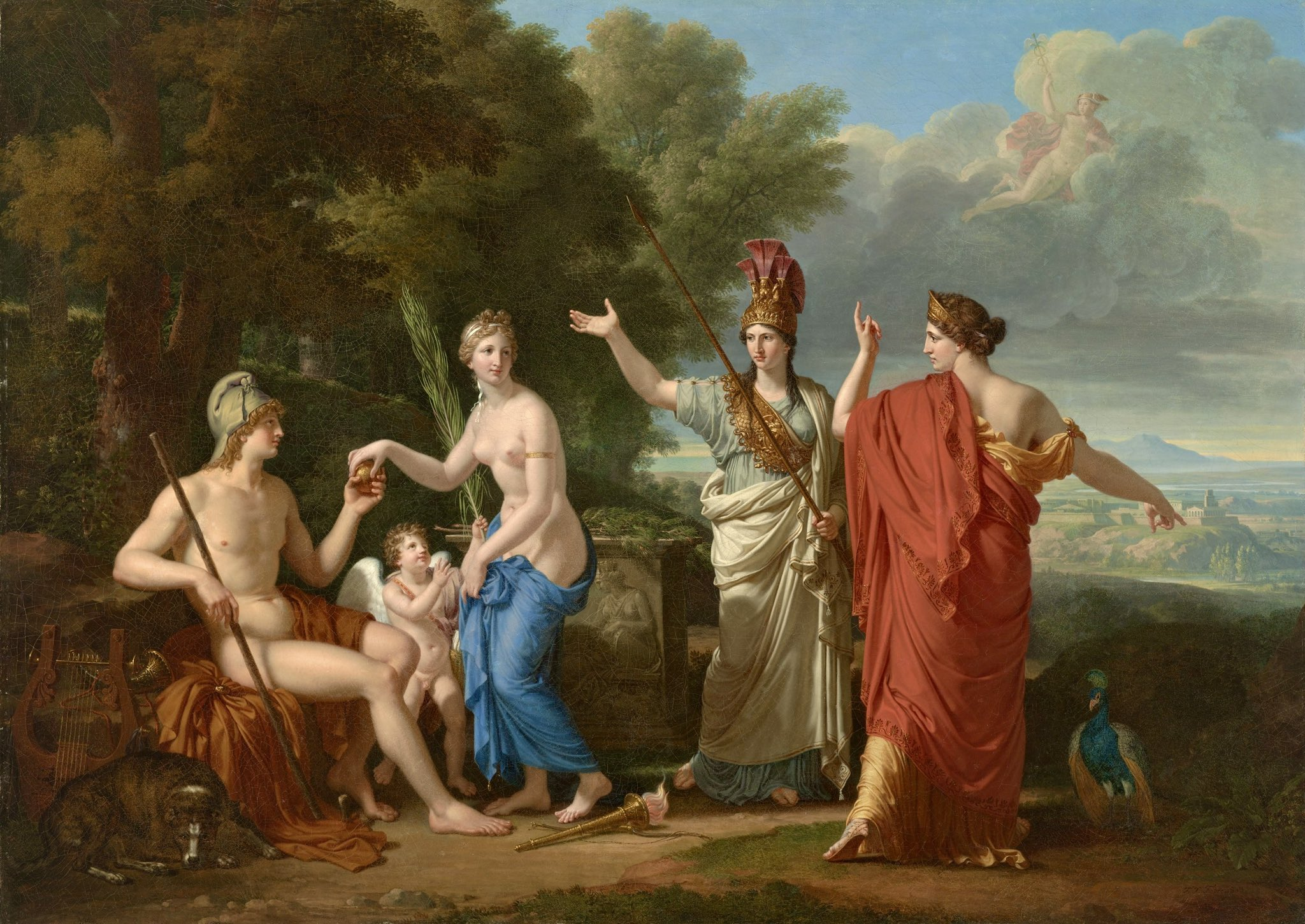
〈파리의 심판〉(The Judgment of Paris), 1808년, 버지니아 미술관
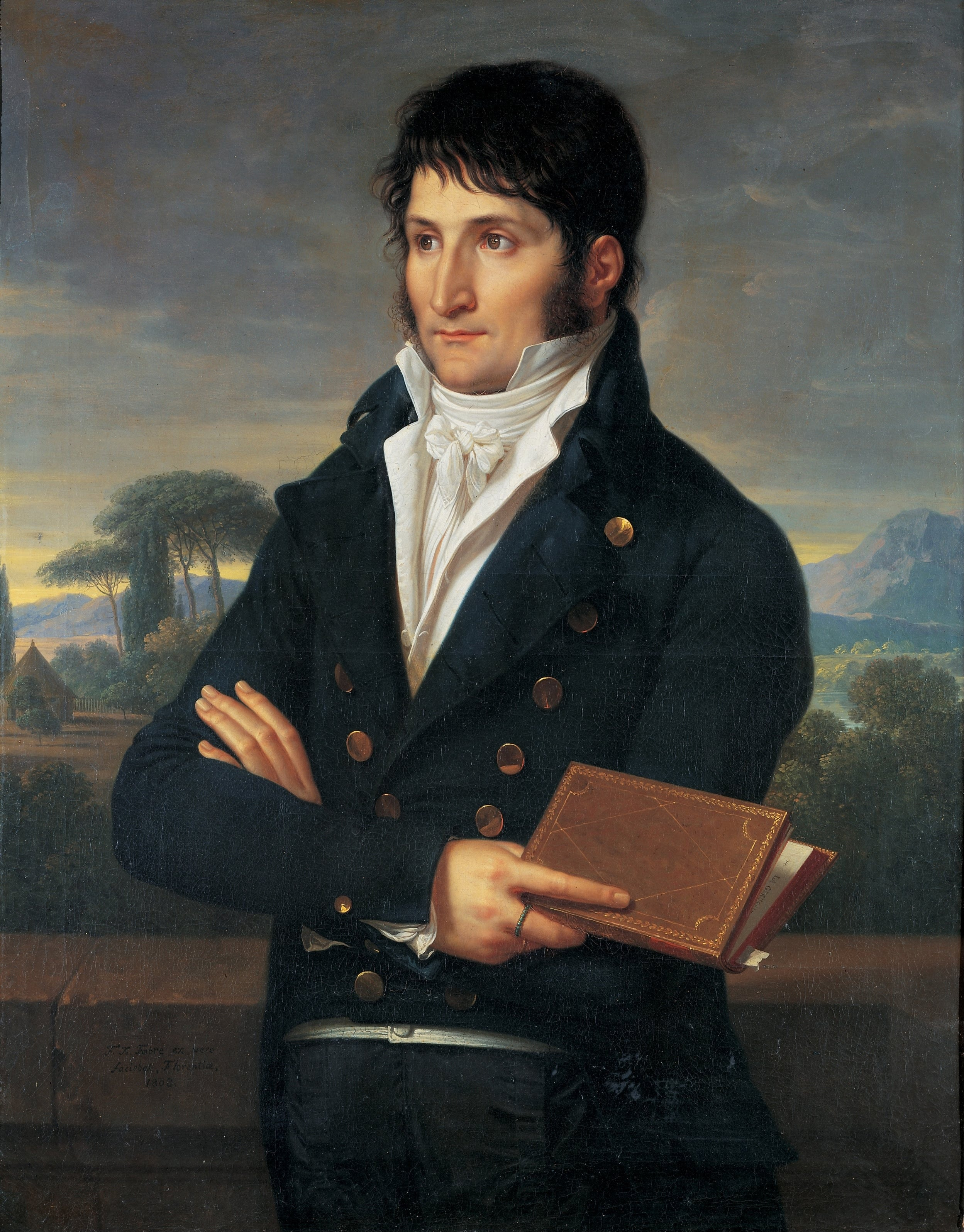
뤼시앵 보나파르트의 초상화, 1808년, 로마 나폴레옹 박물관
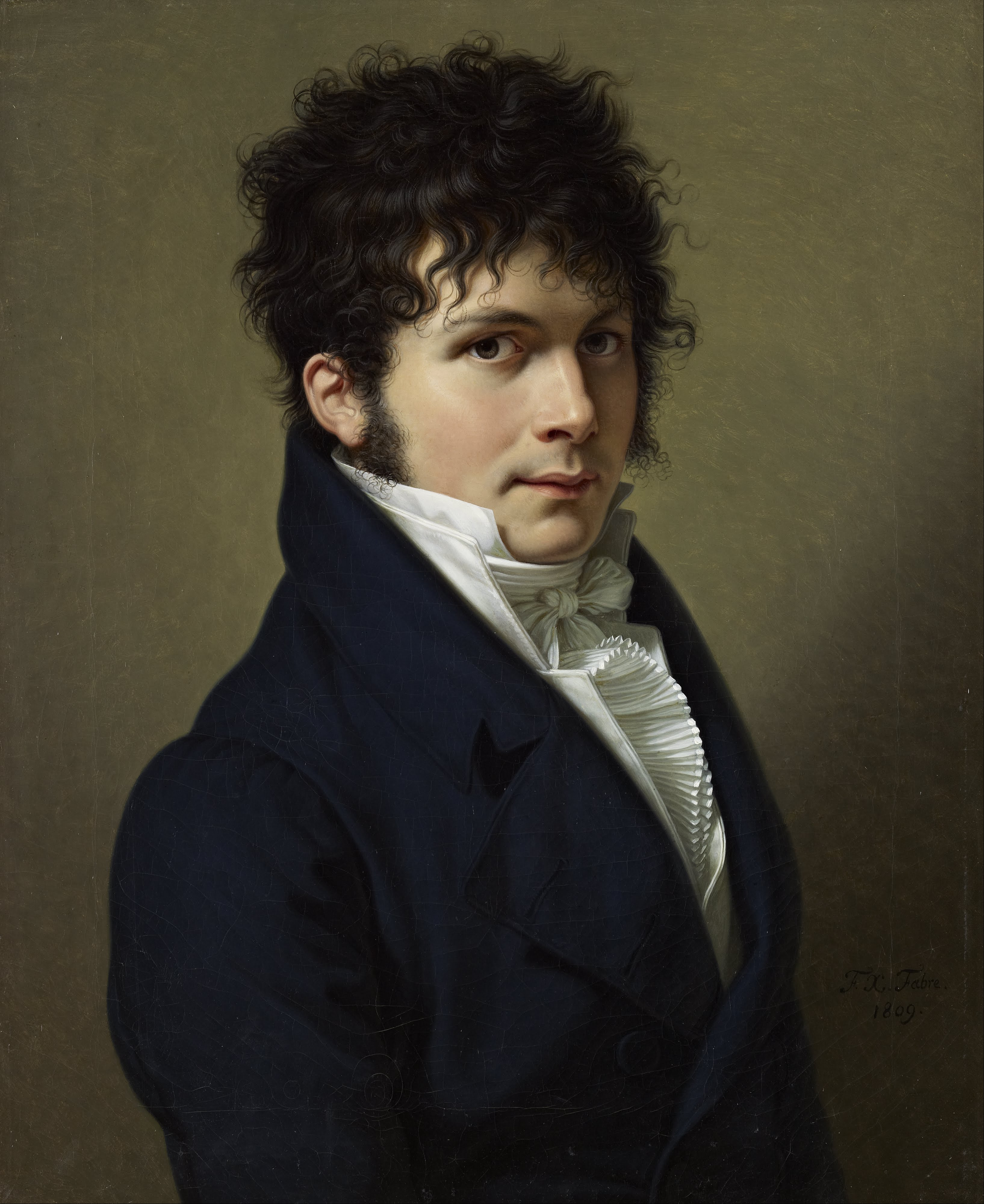
jeune homme의 초상화, 1809년, 스코틀랜드 국립미술관
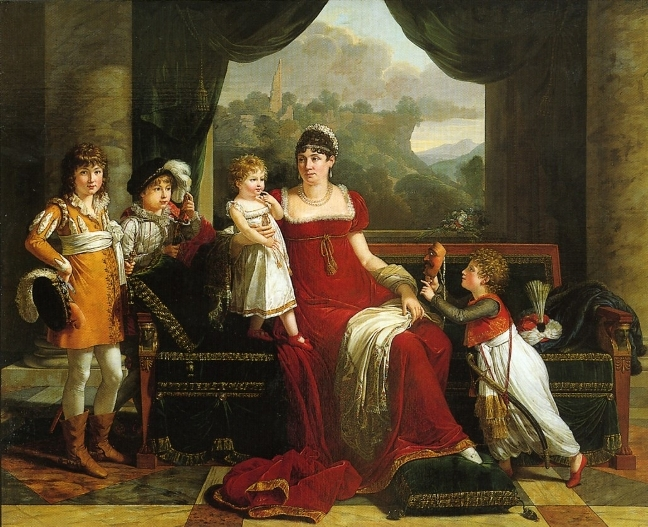
Portrait of Mrs Clarke with her Four Children, 1810년, 마르모탕 미술관
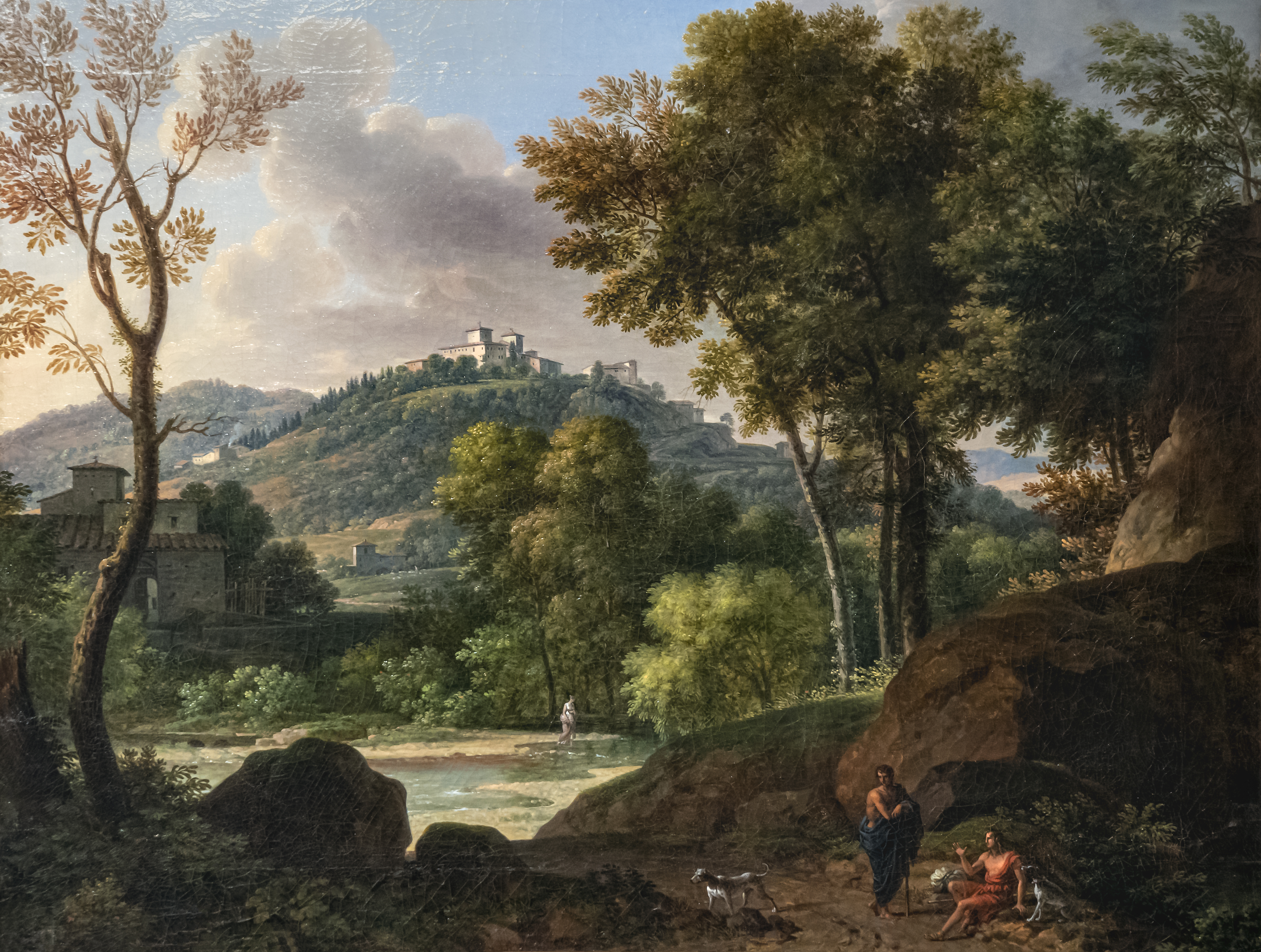
〈피렌체 부근의 전경〉, 앵그르 부르델 미술관
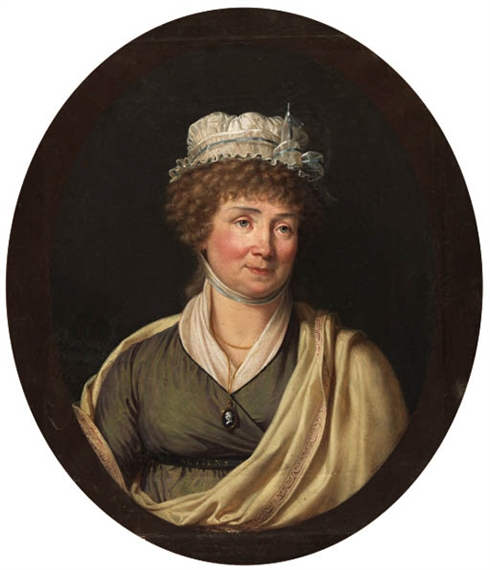
Marquise de Grollier의 초상화